# Боевой клич
Боево́й клич — громкий призыв во время боя, призванный подбодрить товарищей, устрашить врага или обратиться за поддержкой к высшим силам. Кроме того, боевой клич был опознавательным знаком, позволявшим отличить в гуще боя своих от чужих. Ещё одной полезной функцией боевого клича является создание ощущения единения с боевыми товарищами (так называемое «чувство локтя»).
У большинства кочевых племён наряду с родовой тамгой имелся и свой собственный «ұран» — боевой клич.
В геральдике восклицание — призыв в форме изречения возвышенного, чаще всего воинственного характера. Помещают над гербовым щитом и его верхними украшениями на ленте.
На языке шотландцев боевой клич называют словом «слоган».

## Реальные кличи

### Древний мир(до 476 года)
- Алале! (др.-греч. Ἀλαλά) — боевой клич эллинов, который, как считают, был подражанием ужасающих завываний совы. Также это имя богини, олицетворяющей боевые крики.
- Аллилуйя! (др.-евр. הללויה‬[5]) — возглас радости среди семитов на свадьбах или победный клич на войне[6].
- Baritus — римское название боевого клича-песни германских племён времени Тацита[7].
- Nobiscum Deus (с лат. — «с нами Бог!») — боевой клич поздней Римской и Византийской империй[8].
- Ахарай! — (с ивр. — «за мной!») — боевой клич евреев в древности[источник не указан 5054 дня].
- Мара! — боевой клич сарматов[9].

### Новое время(до — 1918 год)
- Ура! — боевой клич и восклицание радости и торжества во многих европейских языках.
- Алга! (кирг. Алга, каз. Алға — «Вперёд») — боевой клич казахов, киргизов, башкир и татар.
- Банзай! («10 000 лет») — японский боевой клич.
- Jai Mahakali, Ayo Gorkhali! — («Слава великой Кали, идут гуркхи!») — боевой клич гуркхов[10][11].
- Вив л'емперёр! (фр. Vive l'Empereur!; Да здравствует император!) — клич наполеоновских армий.

### Новейшее время(с 1918 года)
- Даёшь! — боевой клич воинов всех сторон времён гражданской войны в России.
- Viva Cristo Rey y Santa Maria de Guadalupe! (Да здравствует Господин наш Христос и Святая Мария Гваделупская!) — боевой клич мексиканских кристерос[12].
- Аллаху акбар! (الله أكبر «Бог величайший») — исламский боевой клич.
- Джеронимо! — боевой клич воздушных десантников США[13].
- За родину, за Сталина! — боевой клич в Красной армии в период ВОВ.

## Вымышленные кличи
- Барук Казад Казад ай-мену («Топоры Гномов!» или «Гномы к топорам!», «Гномы наступают!») — боевой клич гномов в произведениях Дж. Р. Р. Толкина[14].
- Харра! — клич Рокуша, одного из государств, упоминаемых в цикле «Архимаг» А. В. Рудазова.
- За Императора! — клич имперских лоялистов во вселенной Warhammer 30–40k.
- Эн Таро Адун!/Эн Таро Тассадар! — боевой клич протоссов из игры Starcraft.
- Лок’тар огар! («Победа или смерть!») — боевой клич орков из Warcraft.

- Кавабанга! — боевой клич черепашек-ниндзя.

- WAAAGH!!! — боевой клич орков из вселенной Warhammer 30-40k.